# Sarcophaga jupalnica
Sarcophaga jupalnica är en tvåvingeart som beskrevs av Andy Z. Lehrer 1967. Sarcophaga jupalnica ingår i släktet Sarcophaga och familjen köttflugor.
Artens utbredningsområde är Rumänien. Inga underarter finns listade i Catalogue of Life.